# Stročja vas
Stročja vas – wieś w Słowenii, w gminie Ljutomer. W 2018 roku liczyła 525 mieszkańców.